# Kelly Santos
Kelly da Silva Santos, née le 10 novembre 1979 à São Paulo, dans l'État de São Paulo au Brésil, est une joueuse brésilienne de basket-ball. Elle évolue durant sa carrière au poste de pivot. 

## Biographie

### Télévision
- 2023: A Grande Conquista 1

## Palmarès
- 3e des Jeux olympiques 2000
- Championne des Amériques 2003
- Championne des Amériques 2009